# Alma Johansson
Alma Viktoria Leontina Johansson (født 29. oktober 1881 i S:t Görans församling i Stockholm, død 31. december 1974 i S:t Görans församling i Stockholm), var en svensk missionær, som arbejdede med Kvinnliga Missionsarbetare (KMA) i mange år i byen Mush (i dag Muş) i nutidens østlige Tyrkiet, i datiden administreret af Det Osmanniske Rige. Hun arbejdede ved et tysk børnehjem for forældreløse armeniere og tjenestegjorde tillige som sygeplejerske og jordemoder. Ved udbruddet af 1. verdenskrig begyndte forfølgelser af de kristne minoriteter i Det Osmanniske Rige at vokse. Hun arbejdede da I årene 1910-1915 i Muş, hvor hun sammen med den norske Bodil Biørn (1871-1960) ledede et hjem for forældreløse armenske børn og drev en poliklinik for voksne patienter.
Alma Johansson blev vidne til mange af disse begivenheder. Sine oplevelser skildrede hun i skriftet Ett folk i landsflykt. Hun aflagde tillige vidnesbyrd til tyske og amerikanske diplomater, som offentliggjorde oplysningerne. Alma Johansson fortalte blandt andet om, hvorledes kvinder tog gift for ikke at havne levende i tyrkernes hænder, og hvorledes soldater førte blodige, sårede kvinder og børn gennem byen, mens andre soldater skød mod dem for at skræmme dem. Når de sårede faldt til jorden, slog soldaterne dem ihjel med bøssekolben.
Hun aflagde vidnesbyrd om, hvorledes alle børnene på hjemmet krævedes overdraget til en højere officer med løfte om, at de var i gode hænder og ville blive genforenede med hende. Nogle dage senere fik hun at vide, at samtlige børn var blevet bragt til en bygning uden for byen og myrdet.
"Aldrig kan jag glemme dette syn. Og ingenting kunne man gøre for dem!
Armenierne og grækerne blev nu systematisk udryddede, dræbte eller jagede bort fra deres hjem for at blive spredte i mindre grupper til fjernt beliggende tyrkiske områder, hvor de fik valget mellem at overgå til islam eller dø for sværdet eller af sult"
(Alma Johansson)
Alma Johansson kom nedbrudt hjem til Sverige, men nogle år senere vendte hun tilbage til Konstantinopel for at arbejde blandt armenske flygtninge der. Også der blev hun vidne til yderligere overgreb mod armeniere - både bofaste og flygtninge fra de østlige provinser. Da døren til Konstantinopel lukkedes endeligt, flyttede hun og nogle medarbejdere til Thessaloniki, hvor de igennem tyve år forsøgte at lindre de armenske flygtninges nød.

## Mindeplade i Jerevan
I Armeniens hovedstad Jerevan findes ved folkemordsmonumentet Tsitsernakaberd en mindesplade med Alma Johanssons navn.

## Mindet i 2005
På 90-årsdagen for det armenske folkedrab den 24. april 2005 besøgte svenskarmenerne Alma Johanssons grav på Skogskyrkogården i Enskede for at minde hende og at hædre hendes indsatser. Denne mindehøjtidelighed for folkemordet er siden blevet en fast tradition.